# Calliostoma alboregium
Calliostoma alboregium is een slakkensoort uit de familie van de Calliostomatidae. De wetenschappelijke naam van de soort is voor het eerst geldig gepubliceerd in 1961 door Azuma.